# Ellis Marsalis (podnikatel)
Ellis Louis Marsalis (16. dubna 1908 Summit, Mississippi – 19. září 2004 New Orleans, Louisiana) byl americký podnikatel. Narodil se v Mississippi a v roce 1921 se přestěhoval do New Orleans. Počátkem čtyřicátých let otevřel na předměstí New Orleans motel pro Afroameričany, kteří nesměli být ubytovávání v hotelech pro bílé. Motel byl uzavřen v roce 1986.
Jeho synem je jazzový klavírista Ellis Marsalis a čtyři z vnuků jsou také jazzoví hudebníci, jsou to saxofonista Branford Marsalis, trumpetista Wynton Marsalis, pozounista Delfeayo Marsalis a bubeník Jason Marsalis.